# روشا لیتلجون
روشا لیتلجون (انگلیسی: Ruesha Littlejohn؛ زادهٔ ۳ ژوئیهٔ ۱۹۹۰) بازیکن فوتبال اهل جمهوری ایرلند است.
از باشگاه‌هایی که در آن بازی کرده‌است می‌توان به تیم فوتبال زنان آرسنال و باشگاه فوتبال زنان لیورپول اشاره کرد.
وی همچنین در تیم‌های ملی فوتبال Scotland women's national under-19 football team و زنان جمهوری ایرلند بازی کرده‌است.